# Безхвостий літальний апарат

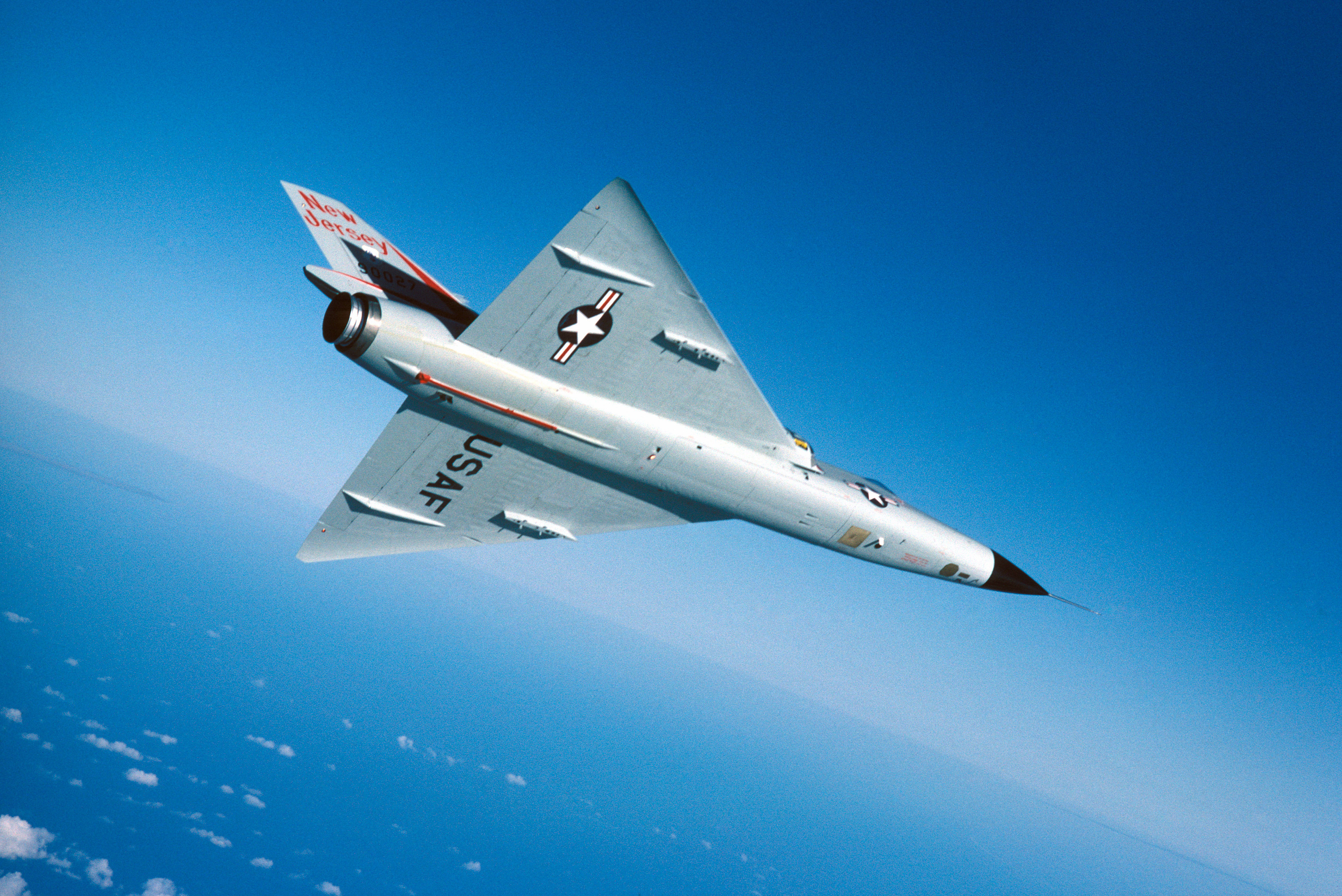
Безхвостий F-102 Delta Dagger

Безхвостий літальний апарат —  аеродинамічна схема літального апарата, яка передбачає, що літак не має інших горизонтальних аеродинамічних поверхонь крім основного крила. Управління аеродинамікою і функції стабілізації, такі як тангаж і крен, виконуються за допомогою основного крила. Безхвостий тип літаків може мати звичайний кіль (вертикальний стабілізатор) і стерно.
Теоретичними перевагами такої конфігурації є малий паразитний опір як у планері Horten H.IV і хороші «стелс» характеристики як у бомбардувальника Northrop B-2 Spirit.
Найуспішнішою безхвостою конструкцією літака було безхвосте трикутне крило, особливо для бойових літаків, хоча найвідомішим безхвостим літаком є авіалайнер Конкорд.
Відносно недавно NASA створили новий безхвостий дослідницький літак X-36 виконаний за аеродинамічною схемою «качка», але не має вертикального кілю.

## Літаюче крило
«Літаюче крило» — різновид схеми літального апарата із зредукованим фюзеляжем, роль якого грає крило, що несе двигуни, пілота тощо.

## Аеродинаміка

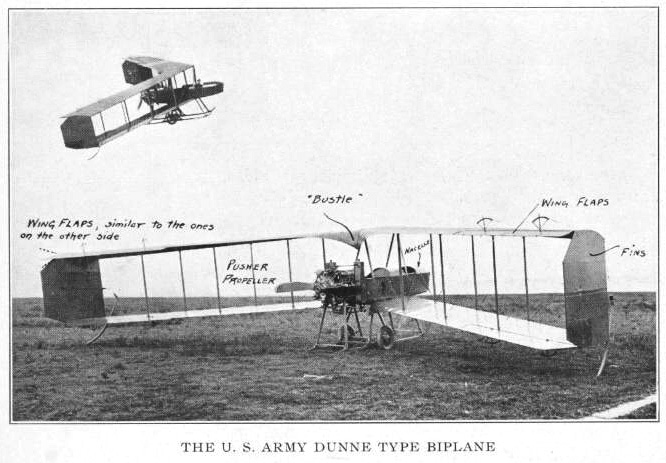
Біплан

### Опір
Традиційний літальний апарат з фіксованим крилом має горизонтальну стабілізуючу поверхню, відокремлену від основного крила. Ця додаткова поверхня створює додатковий опір, що призводить до потреби у двигуні більшої потужності, особливо при високих швидкостях. Якщо поздовжню стабільність (крен) і управління можна реалізувати яким-небудь іншим методом (див. далі), стабілізатор можна усунути з конструкції, зменшивши тим самим опір.

### Поздовжня стабільність
Безхвостий літак не має окремої горизонтальної стабілізуючої поверхні. Через це аеродинамічний центр звичайного крила буде знаходитись попереду від центру тяжіння, створюючи нестабільність по тангажу. Необхідно використати інші методи для переміщення аеродинамічного центру назад, щоб зробити літак стабільним. Існує два основних способи досягти це, перший спосіб був розроблений піонером авіації Д. В. Данном.

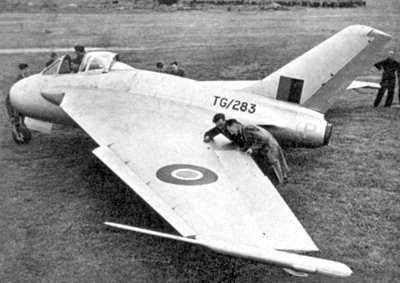
Літак De Havilland DH.108 Swallow

Відхилення передньої кромки крила назад, як у стрілоподібного крила або трикутного крила, і одночасно з тим зменшення кута атаки від внутрішньої до зовнішньої частини крила, дозволяє зробити так, що крило здатне виконувати функцію традиційного горизонтального стабілізатора тангажу. Якщо це робиться поступово від внутрішньої частини крила до його зовнішніх кінців, це називають круткою крила. Данн досяг цього надавши верхній поверхні крила конічної форми. У горизонтальному польоті крила повинні бути налаштовані таким чином, щоб закінчення крила не створювали ніякої підйомної сили: вони навіть можуть створювати невеликий від'ємний кут на кінцях. Це зменшує загальну ефективність крила, але для більшості конструкцій — особливо для великих швидкостей — воно має перевагу в зменшенні аеродизамічного опору, вагу і спрощують конструкцію та її ціну в порівнянні з використанням додаткового класичного горизонтального стабілізатора. Ці особливості крила забезпечили великий запас і стабільні характеристики стійкості, але великий проліт крила в той час зменшив маневреність, тому розробка Данна була відхилена Британською Армією.

Альтернативою є використання невеликого або нульового моменту тангажу профілю крила, як це було зроблено братами Гортен в серії планерів і винищувачів. Вони використовують незвичну форму профілю крила із асиметричними верхньою і нижньою поверхнями крила на по всій довжині крила або його частині. У крилі перевернутим асиметричний профілем, більш пласка частина крила буде знаходитись зверху, а вигнута частина знизу, так що фронтальна секція матиме великий кут атаки, в той час як задня частина більше горизонтальна і не створює підйомної сили, так що вона поводить себе як хвіст або кінчики крученого крила. Перевернуту асиметрію профілю можна змоделювати шляхом установки великих елеваторів до звичайного крила і повернувши їх помітно вгору; центр маси також треба перемістити вперед від звичайної позиції. Завдяки закону Бернуллі, перевернутий профіль має тенденцію створювати невелику тягу вниз, тому кут атаки крила теж збільшують для компенсації цього ефекту. Це збільшення кута в свою чергу породжує додатковий опір. Цей метод дозволяє робити широкий вибір форми крила, на відміну від стрілоподібності і крутки, а конструкція крил може бути пряма і навіть кругової (Arup крила) форми.

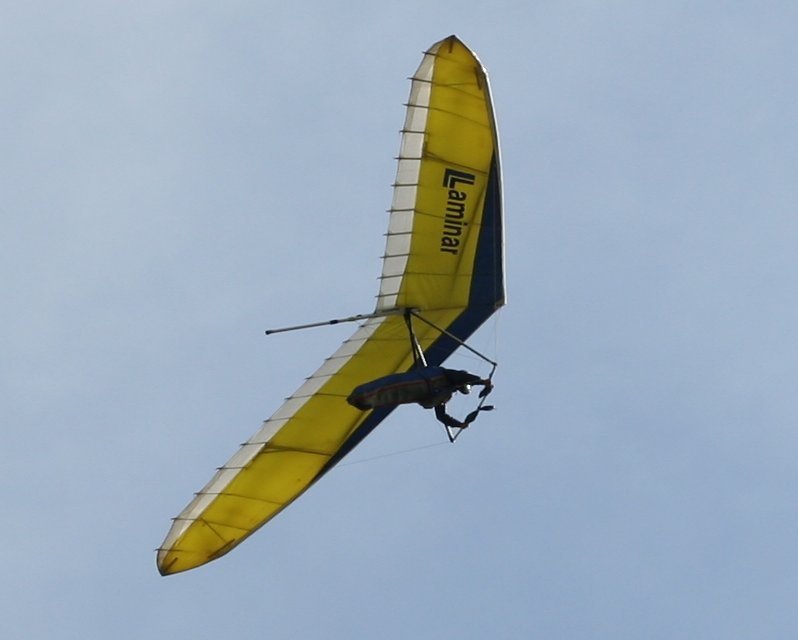
Дельтаплан у польоті

Найпростішим способом подолати нестабільність — перенести вагу літального апарата на значну відстань під крило, таким чином сила тяжіння буде підтримувати літак в горизонтальному положенні і протидіяти будь-якій аеродинамічній нестабільності, як це відбувається з парапланом. Однак на практиці це рідко буває достатнім, щоб забезпечити стабільність, і як правило поєднується з аеродинамічними техніками описаними вище. Класичним прикладом є конструкція крила дельтаплана Рогалло (Rogallo wing), який використовує ту саму стрілоподібність, крутку і конічну поверхню, як і Данн.
Стабільність також може забезпечуватись штучним чином. Конструктору постійно потрібно вирішувати компроміс між стабільністю і маневреністю. Великий рівень маневреності потребує низького рівня стабільності. Деякі сучасні високотехнологічні бойові літаки є аеродинамічно нестійкими по тангажу і покладаються на бортовий комп'ютер для забезпечення стабільності. Прикладом такого літака є Northrop B-2 Spirit.

### Управління по тангажу
Ранні моделі таких літаків не могли забезпечити ефективне управління по тангажу для компенсації відсутності стабілізатора. Деякі варіанти були стабільні, але їх висоту можна було контролювати лише за допомогою потужності двигуна. Інші моделі могли здійснювати різкі і неконтрольовані рухи по тангажу вверх або вниз, якщо вони не були ретельно опрацьовані. Це створило безхвостим конструкціям репутацію нестабільності. Це було до моменту недавнього успіху безхвостої дельта-конфігурації (трикутну) у еру реактивних літаків, стало зрозуміло що ця репутація була не заслужена.
Рішення, яке зазвичай застосовується, полягає у створенні великих поверхонь елеватора і/або елевонів на задній кромці крила. Якщо крило не має великої стрілоподібності, вони мають створювати великі сили при управлінні, оскільки їхня відстань від аеродинамічного центру є малою і моменти менші. Таким чином безхвості моделі можуть мати більший опір під час маневрів зміни тангажу, ніж звичайні еквівалентні моделі. У трикутному крилі з високою стрілоподібністю відстань між задньою кромкою і аеродинамічним центром, тому збільшення керуючих поверхонь не потрібне.
Трикутна серія літака Dassault Mirage була однією із найбільш популярних у використанні бойовим літаком. Однак навіть у літаку Mirage, керування тангажом на великих кутах атаки, які мають практику при зльоті і посадці можуть бути проблематичними, і деякі пізніші модифікації вже мали додаткові поверхні, як в аеродинамічній схемі качка.